# Балигород
Балигород (пол. Baligród) — село в Польщі, у гміні Балигород Ліського повіту Підкарпатського воєводства. У 1634–1919 роки мало статус міста. Розташоване в середньому Бескиді. Центр однойменної гміни. Населення — 1338 осіб (2011)

## Географія
Село розташоване за 25 км на схід від міста Ліська, у мальовничій долині річки Гочівки. Балигород лежить на перехресті шляхів з міста Сянік через Лупківський перевал на Закарпаття й Угорщину та на захід через Коросно до міста Кракова.

## Історія

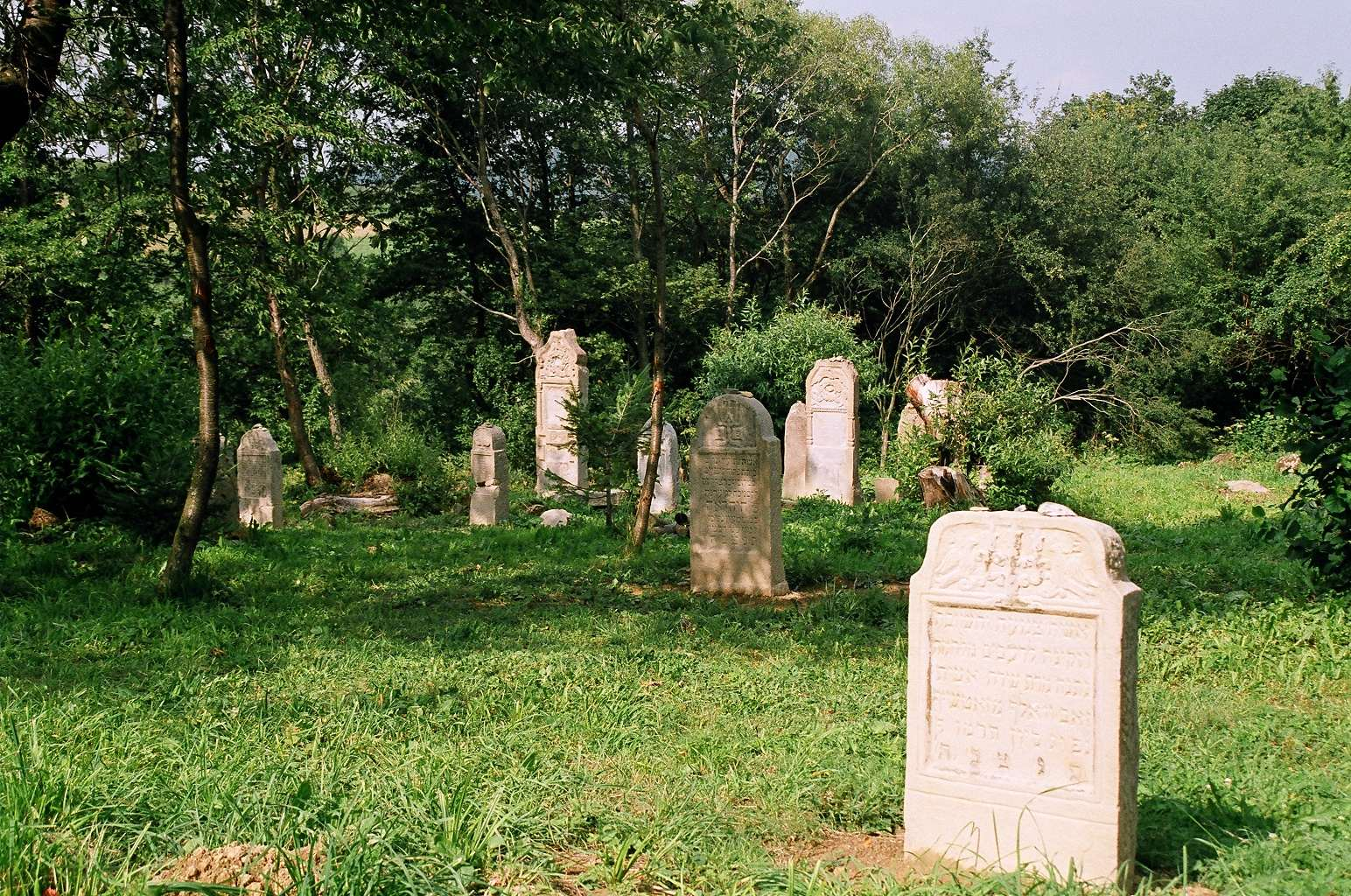
Балигород. Єврейський кіркут.

Перша згадка про міське поселення 1615 р. (Baligród). Містечко тут було засновано за ініціятивою підкоморія м. Сянік Пйотра Баля (лат. Petrus Bal, пол. Piotr Bal) — сина кальвініста Матіаша Баля, який наприкінці життя став католиком — у центрі розлогої території, що була подарована королем роду Балів наприкінці 15 століття. До дарування земель, вони належали місцевим руським сільським громадам. Руське населення мешкало на цих теренах з часів Київської Руси. Як зазначає польський дослідник М. Кедра, місто Балигород було побудоване на місці старого русинського поселення Воронків
На захисному мисі було побудовано в 1550-1600 рр. невеликий мурований замок. Гербом Балигорода був Ґоздава — родовий герб Балів. У 1634 році король Владислав IV Ваза надав місту маґдебурзьке право.
У XVII ст. Балигород став чималим торгово-ремісничим осередком (в половини 17 століття до 18 століття — мадярські склади вина).

### Прізвища мешканців міста і перемістя на 1732 рік
Бургомістр — Рибинський. Бабачек з Лемків, Білий, Беднац, Блажко, Блонський, Вайда, Валько, Войтишин, Галай, Головатий, Голощакевич, Громадович, Гриздак, Дригалка, Коваль, Ковальський, Козел, Куснець, Кухарців, Леханич, Лешко, Малчевський, Марцинків, Масталець, Мацкович, Мельник, Мишків, Мохнач, Мулац, Німець (коваль), Рибінський, Савицький, Ситник, Степарчук, Терлешак, Тимовський, Швець, Шпитальний, Філіпович, Юрцович.
Жиди — Аредац, Арендац, Кишка, Ланцюцький, Мендель (коваль), Требіщевський, Лібман Ізраелов, Резник, Йосів, Берко, Фройм (кравець), Пінкасов, Шкутник, Пекарка, Качка.
Вже з 1772 р. місто було центром Балигородського Деканату греко-католицької церкви.

### Церква Успіння Пречистої Богородиці
Церква у Балигороді розташована в самому серці міста, у південно-східному куті балигородського «ринку», що має форму трапеції. У тому місці, найімовірніше, колись була дерев'яна греко-католицька церква, заснована ще родиною Балів. Той храм згорів під час міської пожежі у 1784 році. Будівництво мурованої греко-католицької церкви розпочалося в 1829-му на кошти Онуфрія Красніцкого, тодішнього керівника міста. Для зведення святині використовували каміння. Існує припущення, що сполучною речовиною була суміш піску, курячих яєць та крові биків. Спорудження церкви закінчив Вінсент Красніцкій у 1835 році. Зовсім скоро храм отримав парафіяльні права, пізніше тут сформувався балигородський деканат, що обіймав 15 парафій та 52 села Високих Бескидів. Іконостас намалював пізніше, у 1908 році, Менчінський. У воєнній хуртовині 1914–1915 років містечко зазнало величезних втрат. Як наслідок — втрата прав міста та й церкву не оминула пожежа. У 1928 році храм повністю перебудували. Над нефом звели купол. Змінили форму вікон з перпендикулярних на округлі, покрили геометричними й фігурними поліхроміями стіни всередині. Святиня є орієнтальною, двосторонньою. Презбітеріум звернений на схід з похилим півкруглим дахом. З обидвох сторін знаходяться захристії: північна й південна, котрі вінчають маленькі куполи. Неф має прямокутну форму, з предсінком на захід. Над ним височіє восьмикутний купол. Церква, загалом, має п'ять куполів. Найбільший символізує Ісуса Христа, чотири менші — євангелістів.
Кількість прихожан: 1785—134 особи, 1840—225, 1859—210, 1879—115, 1899—258, 1926—270, 1938—522 особи відповідно.

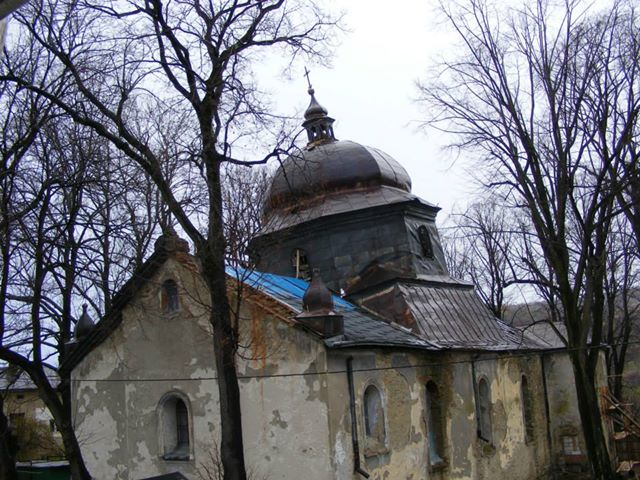
Балигородська святиня до реставрації

Церковну утвар (шати священників та інше обладнання) вивезли в невідомому напрямку (практично вкрали) в серпні 1947-го року солдати Корпусу Внутрішньої Безпеки. Єдиним врятованим образом з балигородської церкви є ікона Божої Матері з Дитям, що датована XVII століттям. Зараз вона перебуває в Музеї народної архітектури та побуту в Сяніку. Починаючи з 1949 року церкву використовували як склад. Розпочався процес знищення святині. У 2000-му через сильний вітер церковний купол похилився, виникла загроза обвалу. У влади гміни не було досить коштів, щоб захистити церкву. Про відбудову пам'ятки взагалі не йшлося. Шукали організацію, котра б зголосилася купити храм. Влітку 2004 року люди, стурбовані катастрофічним станом святині, заснували Товариство Порятунку Церкви у Балигороді. Організація має на меті врятувати унікальну пам'ятку. 31 січня 2005 року Рада Гміни Балигород передала церкву у власність Товариства. З 2006 року тривають роботи із захисту та ремонту церкви, заплановані також реконструкційні та відновні заходи, завдяки котрим храм служитиме культурі, карпатському мистецтву та місцевій спільноті. Станом на 2014 рік проведені суттєві роботи по відновленню даху і реконструкції фасаду, святиню врятовано. Місцевий опікун церкви — Іван Хербетко.

### Парохи Балигорода

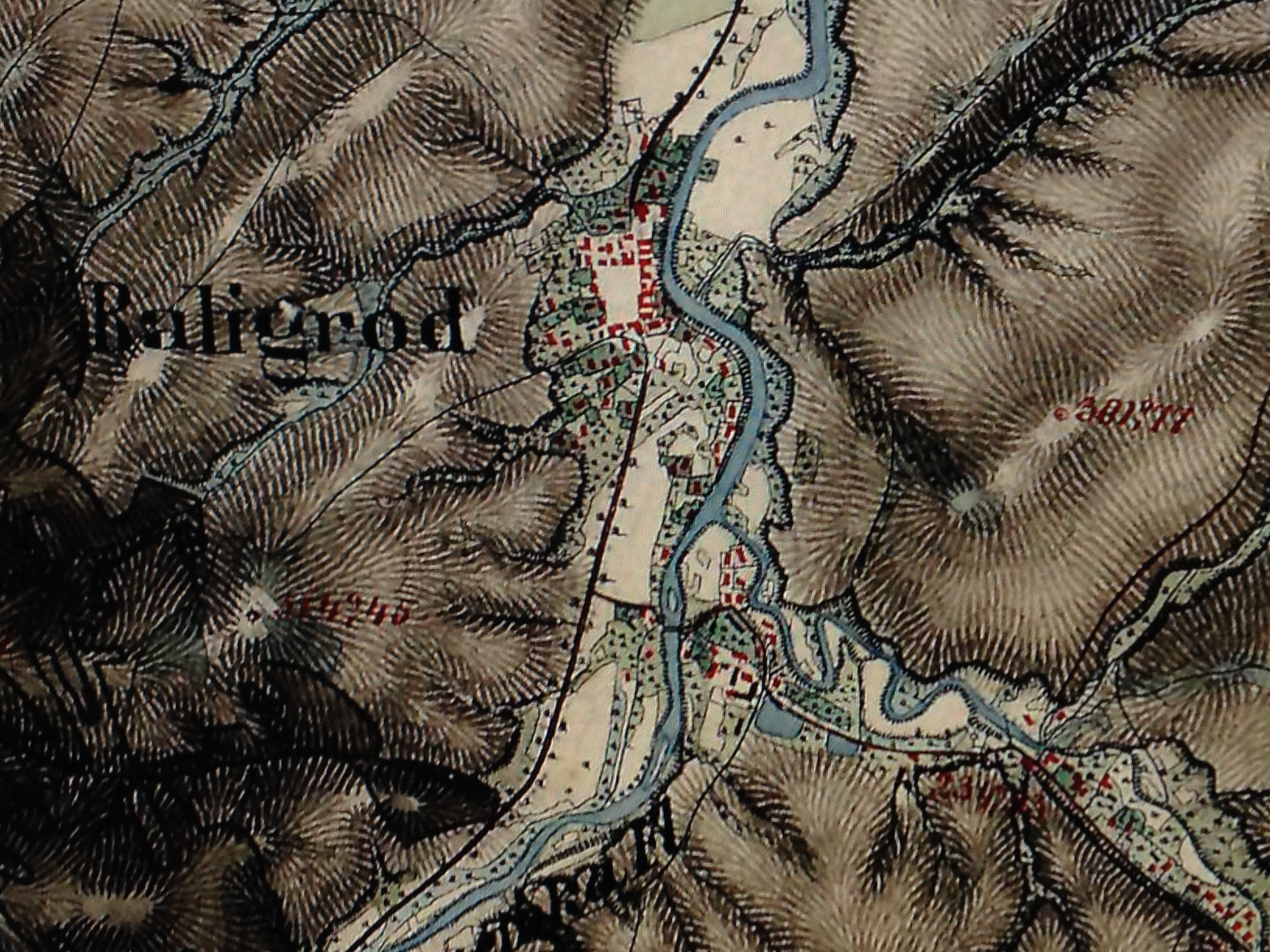
Балигород на карті кін. 18 ст.

- 1828—1860† — о. Михайло Чайківський,
- 1860—1889† — о. Антоній Чайківський,
- 1889—1891 — о. Володимир Чайківський,
- 1891—1912 — о. Купріян Ясеницький,
- 1912—1922 — о. Онуфрій Малецький,
- 1922—1936 — о. Дмитро Панасевич,
- 1936—1938 — о. Стефан Граб,
- 1938 — (1946) — о. Михайло Гашчак

### У XX сторіччі
В 1914 році в Балигороді було засновано відділ українського спортивного товариства «Сокіл-Батько».
Напередодні Другої світової війни Балигород налічував понад 2366 мешканців, у тому числі 990 євреїв, 522 українці та 824 поляки. У місті, крім греко-католицької церкви, діяли синагога і невеликий римо-католицький костел.

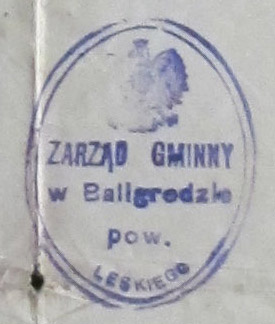
печатка гміни Балигород 30-ті рр. ХХ ст.

У 1940—1944 роках у селі діяла українська народна школа та бурса при ній, а також делегатура Сяніцького Українського допомогового комітету. У 1942 р. нацисти вивезли з Балигорода 880 євреїв яких було вбито у Заславі (недалеко від м. Лісько).
6 серпня 1944 року відбувся бій вояків УПА з поляками. З боку УПА той бій очолював лейтенант УПА Володимир Щигельський — Бурлака.
31 серпня 1944 року біля полонини Букове Бердо неподалік Балигорода, курінь УПА під командуванням Мартина Мізерного-«Рена» оточив та роззброїв мельниківський партизанський загін ім. Полуботка.
На цих теренах до 1946 року проживала велика кількість українців, яких весною 1946 року, згідно договору між комуністичними режимами СРСР та Польщі, було насильно виселено до Радянського Союзу. Під час інспекторської поїздки у південно-східну частину Польщі в районі м. Балигород, у селі Яблінки 28 березня 1947 загинув агент НКВД генерал Кáроль Свєрчевський, який потрапив у засідку, влаштовану сотнями УПА під командуванням «Хріна» і «Стаха». Незначну частину українців, які зуміли сховатися від виселення 1946 року, було депортовано в північні райони Польщі під час операції «Вісла» в 1947 році.
Згодом — після смерті Сталіна, у 1956 році українці отримали право повертатись на рідну землю, але скористались цим поодинокі родини.
Місто втратило своє значення і статус міста після виселень українців і євреїв у середині ХХ ст. Зараз це доволі провінційне село, центр гміни.
У 1975—1998 роках село належало до Кросненського воєводства.

## Демографія
Демографічна структура станом на 31 березня 2011 року:
|          | Загалом | Допрацездатний вік | Працездатний вік | Постпрацездатний вік |
| -------- | ------- | ------------------ | ---------------- | -------------------- |
| Чоловіки | 649     | 131                | 451              | 67                   |
| Жінки    | 689     | 135                | 406              | 148                  |
| Разом    | 1338    | 266                | 857              | 215                  |

## Персоналії

### Народилися
- Ухань Михайло — хорунжий УПА, командир сотень «Месники-1» та «Месники-2» куреня «Месники» ТВ-27 «Бастіон» Військової округи-6 «Сян».